# Thomas Pradel
Thomas Pradel (* 7. Oktober 1964 in Gelsenkirchen) ist ein deutscher Buchgestalter.

## Leben
Pradel arbeitet als Buchgestalter für zahlreiche renommierte deutsche Buchverlage (Büchergilde Gutenberg, Frankfurter Verlagsanstalt u. a.). Er erhielt zwischen 1998 und 2010 zahlreiche Auszeichnungen für seine Buchgestaltungen, mehrfach Prämierungen und lobende Anerkennungen der Stiftung Buchkunst, Auszeichnungen für Leineneinbände sowie eine Silbermedaille der Kalenderschau Stuttgart und die Auszeichnung des Art Directors Club of New York.
Zwischen 1984 und 1995 Musikproduktionen unter dem Pseudonym L'Edarps A Moth in der „independent music scene“, einem damals populären Netzwerk von Musikern mit Musikaustausch über selbstverlegte Tonträger. Der Stil war eine Mischung von experimenteller elektronischer Musik und Pop-Songs mit ironischen, deutschen Texten. Seit 2017 Veröffentlichung mehrerer Online-Alben auf "Soundcloud" mit elektronischer und orchestraler Instrumentalmusik.
Pradel betrieb bis 2012 zudem ein Künstlermanagement in Frankfurt am Main mit den Schwerpunkten Kabarett und Oldie-Musik.
Pradel lebte von 1985 bis 2009 in Frankfurt am Main, heute in Bad Homburg/Taunus.
Pradel war Initiator der deutschen Gruppen von Freecycle und Moderator der Frankfurter Sektion.